# الاتحادية الجزائرية للتزلج والرياضات الجبلية
الاتحادية الجزائرية للتزلج والرياضات الجبلية، هي جمعية جزائرية مكرسة لممارسة وتطوير التزلج والرياضات الجبلية في الجزائر. ويجمع كل نوادي التزلج في الجزائر، ويدير الفرق الجزائر على أعلى مستوى دولي في جميع التخصصات.يترأسها عمار قدوش.
الاتحادية الجزائرية للتزلج والرياضات الجبلية هي واحدة من أقدم الاتحادات الوطنية، يعود تاريخ إنشائها إلى عام 1963، أي بعد عام من الاستقلال. وانضمت إلى الإتحاد العالمي للتزلج على الثلوج في عام 1965 والاتحاد الدولي لجمعيات تسلق الجبال في عام 2001.

## وصلات خارجية
- الموقع الرسمي للإتحادية الجزائرية لتزلج والرياضة الجبلية